# Station Szczepankowo
Station Szczepankowo is een spoorwegstation in de Poolse plaats Szczepankowo.